# Mukabindi
Mukabindi är ett vattendrag i Burundi.   Det ligger i provinsen Kirundo, i den norra delen av landet, 110 km nordost om huvudstaden Bujumbura.
Omgivningarna runt Mukabindi är en mosaik av jordbruksmark och naturlig växtlighet. Runt Mukabindi är det tätbefolkat, med 659 invånare per kvadratkilometer.